# Горбань Андрій Вікторович
Андрі́́й Ві́кторович Го́рбань — сержант Збройних сил України, учасник російсько-української війни. Відомий як один із захисників Донецького аеропорту — «кіборгів».

## Життєпис
Народився 24 січня 1993 року в селі Миколаївка Казанківського району Миколаївської області. У 2010 році закінчив загальноосвітню школу в рідному селі. Навчався на факультеті фізичного виховання Миколаївського національного державного університету імені В. О. Сухомлинського.
У 2012—2013 роках проходив строкову військову службу в 79-й окремій аеромобільній бригаді Високомобільних десантних військ Збройних Сил України (військова частина А0224, місто Миколаїв). З 2013 року продовжив військову службу за контрактом на посаді командира відділення 79-ї окремої аеромобільної бригади.
На фронті з весни 2014-го. Пройшов бої за Савур-могилу, вийшов з оточення під Іловайськом. Був одним з трьох вояків, котрі встановили державний прапор на прострілюваному терористами даху старого терміналу Донецького аеропорту.
29 листопада 2014 року, під час одного з найбільш масованих штурмів, влаштованих терористами та російським спецназом в аеропорту Донецька, Андрій Горбань прикрив найнебезпечніший напрямок, та півгодини стримував противника. Він отримав два кульові поранення в ногу. Практично відразу в цьому часі по позиції вдарив гранатометник терористів, вибухом Горбаня скинуло з третього поверху на другий. Побратими витягли Андрія Горбаня під шквальним вогнем, надали першу допомогу та під обстрілами евакуювали до лікарні. Під час операції у бійця відірвався тромб, що спричинило зупинку серця і смерть.
Вдома залишилися мама, брат та наречена Катерина. Похований в Миколаївці Казанківського району.

## Нагороди
За особисту мужність і героїзм, виявлені у захисті державного суверенітету та територіальної цілісності України, вірність військовій присязі під час російсько-української війни нагороджений
- орденом «За мужність» III ступеня (4.12.2014, посмертно)
- орденом «За мужність» II ступеня (5.11.2019, посмертно)[3]
- Наказом № 12 від 15 січня 2016 р. нагороджений відзнакою «Народний герой України» (посмертно).[4].

## Вшанування пам'яті
На честь Андрія Горбаня Андрія втановлена меморіальна дошка у Миколаївській ЗОШ І-ІІІ ступенів Казанківської районної ради.